# Kyozan Joshu Sasaki
Kyozan Joshu Sasaki (jap. 佐々木承周 Sasaki Jōshū; ur. 1 kwietnia 1907, zm. 27 lipca 2014) – japoński mistrz zen Rinzai.

## Życiorys
Joshu Sasaki został wyświęcony na mnicha w wieku trzynastu lat. W 1947 przyznano mu tytuł rōshi. Kyozan Joshu Sasaki objął stanowisko opata Yotoku-in. W 1953 został mianowany opatem Shojuan. W 1962 zdecydował się wyjechać do Stanów Zjednoczonych, aby uczyć studentów za zachodzie. W 1971 założył klasztor Mount Baldy Zen Center.